# Dominant (muziek)
Het dominantakkoord, ook kortweg de dominant genoemd, is in de muziek het akkoord op de vijfde trap (kortweg V) van de majeur- of mineur-toonladder. Het dominantakkoord is een van de drie hoofdakkoorden in de functionele harmonie; de andere twee hoofdakkoorden zijn het tonica-akkoord op de eerste trap en het subdominantakkoord op de vierde trap.
De term 'dominant' suggereert weliswaar dat het hier om het belangrijkste akkoord van een toonsoort zou gaan, maar dat is niet het geval; dat is de tonica, het grondtoonakkoord. Het woord is eerder te interpreteren als omschrijving van het dwingende karakter van de functie, de luisteraar ervaart: 'er moet iets gebeuren', 'hier kan de muziek niet eindigen' (zie ook: open einde). Niettemin zal in tonaal-functionele muziek de dominant vaak aanwezig zijn en is die in dat opzicht ook dominant.
Alle aan de dominant (V) verwante akkoorden hebben eveneens een dominant karakter, maar zij hebben één gemeenschappelijk kenmerk: de in het akkoord aanwezige leidtoon van de toonladder: de zevende toon, die een halve toonafstand onder de grondtoon ligt. Het dominant septiemakkoord (V7) is het meest gebruikte dominantakkoord met de sterkste dwang naar de tonica.
De akkoorden met dominant karakter zijn: V, VII en (in mindere mate) III.
In de muziek wordt de term dominant ook gebruikt om een akkoord aan te duiden dat in de gebruikte toonaard meestal een kwint boven de grondtoon of tonica ligt.
Men kan spreken over een melodische of een harmonische dominant. Ook de vijfde trap van een toonladder van een toonaard heet dominant, een melodische dominant.